# Transcellulærvæske
Transcellulærvæske er en del af ekstracellulærvæsken. Transcellulærvæsker er non-funktionelle kropsvæsker, det vil sige, de deltager ikke nævneværdigt i den stadige udveksling af væske i væskebalancen.
Transcellulærvæsker er cerebrospinalvæske, væske i øjet, ledvæske og pleuravæske etc.